# Mirari vos

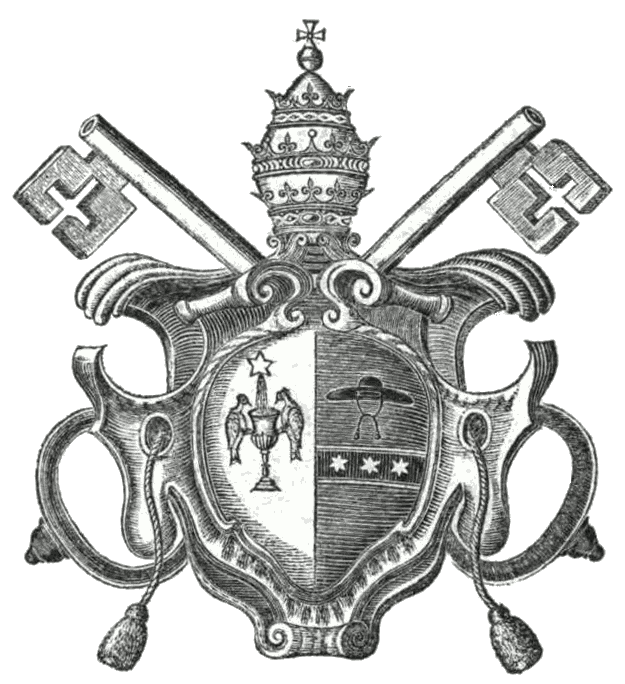
Wappen Papst Gregors XVI.

Mirari vos (auf Deutsch: «Ihr wundert euch») ist eine Enzyklika von Papst Gregor XVI., sie wurde am 15. August 1832 veröffentlicht und trägt den Untertitel: „Über den Liberalismus und religiösen Indifferentismus“. Mit dieser Enzyklika bekräftigt er eine entschiedene Ablehnung jedweder Religions- und Gewissensfreiheit, sofern diese damals als Übergriff der Politik auf die religiöse Sphäre aufgefasst werden musste. 

## Liberaler Katholizismus und Indifferentismus
Das Papsttum des beginnenden 19. Jahrhunderts hatte die Französische Revolution, „die im Zeichen des Nationalismus zwischen Menschenrechtspathos und Terror schwankt“, samt der Entwicklung danach „als ideologische Ausgrenzung des Glaubens“ gedeutet. Infolgedessen galt jede Haltung, die für sich in Anspruch nahm, liberal zu sein, oder die die Päpste für liberal erachteten, als verdächtig. Vor diesem Hintergrund richtete sich Papst Gregor XVI. seine Enzyklika zunächst gegen den „liberalen Katholizismus“ des französischen Theologen und Politikers Félicité de Lamennais und die neue belgische Verfassung. 
Die Forderung der Gewissensfreiheit bezeichnet der Papst, der Habsburger-Monarchie nahestehend, als Wahnsinn und pestilenzialischen Irrtum, desgleichen beklagt er die Gleichgültigkeit in Glaubensfragen, den sogenannten „Indifferentismus“. Mit der harten, mitunter schroffen Verdammung aller modernen Ideen erscheint diese Enzyklika die Vorstufe für die Enzyklika seines Nachfolgers Pius IX. „Quanta cura“ mit dem „Syllabus“ zu sein. 
Hierzu schreibt Gregor:

„Wir kommen nun zu einer anderen folgenreichsten Ursache von Übeln, von denen die Kirche gegenwärtig zu Unserem Kummer heimgesucht wird, nämlich dem Indifferentismus bzw. jener verkehrten Meinung … man könne mit jedem beliebigen Glaubensbekenntnis das ewige Seelenheil erwerben, wenn man den Lebenswandel an der Norm des Rechten und sittlich Guten ausrichte. … Und aus dieser höchst abscheulichen Quelle des Indifferentismus fließt jene widersinnige und irrige Auffassung bzw. vielmehr der Wahn, einem jeden müsse die Freiheit des Gewissens zugesprochen und sichergestellt werden.“

## Kirchliche Reformen und Gewissensfreiheit
Die Reformwünsche innerhalb der Kirche lehnt er grundsätzlich ab:

„Es ist völlig absurd und im höchsten Maß eine Verleumdung, zu sagen, die Kirche bedürfe einer … Erneuerung … als ob man glauben könnte, die Kirche wäre Fehlern, Unwissenheit oder irgendeiner anderen menschlichen Unvollkommenheit ausgesetzt.“

Die Gewissensfreiheit nennt er eine „irrige Meinung“, „Wahnsinn“ und „seuchenartigen Irrtum“. Er verdammt die Freiheitsbewegung als einen „Wahnwitz der Geistesfreiheit“ und prangert die „schrankenlosen Denk- und Redefreiheit“ sowie die „Erneuerungssucht“ an. Alle diese Irrungen stünden im Widerspruch zu den Forderungen Gottes und der Kirche.
Heute ist im Katholizismus allgemein anerkannt, dass für das Zusammenleben der Menschen im Staat eine Ordnung erforderlich ist, die auf dem Naturrecht aufbaut. Allerdings besteht die katholische Kirche im Kern ihrer Zuständigkeit weiterhin auf einem Vorrang des kirchlichen Amtes vor Politik und Gesellschaft.